# 포교항
포교항은 경상남도 고성군 삼산면 두포리에 있는 어항이다. 1972년 2월 23일 지방어항으로 지정하여 관리하고 있다. 시설관리자는 고성군수이다.

## 어항 명칭의 유래
포교마을의 동명(洞名)은 마을중간이 두동강난것 같은 형세로 길게 동남으로 뻗어 베(布)를 깔아 놓은 형상과 같다하여 베포자(布)와 다리교자(橋)를 따서 포교라 부르게 되었다.

## 어항 시설
- 방파제 240m, 물양장 148m

## 주요 어종
- 갯장어, 멸치, 도다리 등